# McFarland (Wisconsin)
McFarland – wieś w Stanach Zjednoczonych, w stanie Wisconsin, w hrabstwie Dane.